# Nile Air
Nile Air es una aerolínea con base en Egipto. Los planes de creación de la nueva compañía fueron anunciados durante el Festival Aéreo de Dubái de 2007. La aerolínea se convirtió en la segunda operadora egipcia regular del Aeropuerto Internacional de El Cairo, tras EgyptAir (la compañía nacional), cuando inició sus vuelos a comienzos de 2010.

## Historia
En el Festival Aéreo de Dubái 2007 la compañía firmó una declaración de intenciones con Airbus por nueve aviones A321. Este pedido fue confirmado finalmente en enero de 2009. El pedido de Airbus está valorado en 792 millones de dólares a precios de catálogo.
La aerolínea recibirá el primero de estos 9 nuevos aviones a finales de 2012, sin embargo se han alquilado dos Airbus A320 (de GECAS) que llegaron en julio y noviembre de 2009 como solución entre tanto.
Nile Air es propiedad del mayor touroperador de Arabia Saudita, Al-Tayyar Travel Group.
Nile Air inició sus vuelos a destinos de Arabia Saudita antes de iniciar vuelos a otros destinos del golfo, según afirmó Dr Nasser Al-Tayyar (Director de Al-Tayyar Travel Group y fundador de Nile Air). La aerolínea también pretende vender el 30% de su accionariado a la población.

## Operaciones
El 1 de noviembre de 2009, la aerolínea recibió su AOC por parte de la Dirección de Aviación Civil de Egipto posibilitando el inicio de sus operaciones.

## Destinos
En agosto de 2011, Nile Air opera a los siguientes destinos con vuelos regulares:
- Egipto
  - Cairo - Aeropuerto Internacional de El Cairo
  - Alejandría - Aeropuerto Borg El Arab
- Arabia Saudita
  - Yanbu - Aeropuerto de Yanbu Airport
  - Qassim - Aeropuerto de Qassim Airport
  - Ta'if - Aeropuerto Regional de Ta’if
  - Tabuk - Aeropuerto Regional de Tabuk
  - Jeddah - Aeropuerto de Jeddah

Las destinos futuros se engloban dentro de Europa y Oriente Medio.

## Flota
La flota de Nile Air tiene una edad media de 14.7 años y a julio de 2021 se compone de: